# João Sassetti
João Vicente de Freitas Branco Sassetti (* 22. Januar 1892 in Lissabon; † 28. Mai 1946 ebenda) war ein portugiesischer Degenfechter.

## Erfolge
João Sassetti nahm an drei Olympischen Spielen teil: 1920 schied er in Antwerpen in der Halbfinalrunde der Einzelkonkurrenz aus, während er mit der Mannschaft als Viertplatzierter knapp einen Medaillengewinn verpasste. Bei den Olympischen Spielen 1928 in Amsterdam erreichte er mit der Mannschaft erneut die Finalrunde, die hinter Italien und Frankreich auf dem dritten Platz abgeschlossen wurde. Gemeinsam mit Paulo d’Eça Leal, Jorge de Paiva, Frederico Paredes, Mário de Noronha und Henrique da Silveira erhielt Sassetti die Bronzemedaille. 1936 belegte er in Berlin im Mannschaftswettbewerb Rang fünf.